# Castello di Borgonovo Val Tidone
Il castello di Borgonovo Val Tidone è una fortificazione situata nell'omonimo paese in provincia di Piacenza. L'edificio si trova nel centro dell'abitato, nella pianura Padana ai limiti della bassa val Tidone, lungo il percorso della strada statale 412 della Val Tidone.

## Storia
L'oppidun Borgonuovo fu fondato nel 1196 da parte del comune di Piacenza nelle vicinanze della località all'epoca chiamata Casarnerio per difendere il confine occidentale del territorio piacentino dalle scorribande nemiche. Il luogo fu chiamato Borgonovo in contrapposizione a Borgo San Donnino, la futura Fidenza, all'epoca soggetta al dominio piacentino. Tre anni dopo la fondazione il complesso fortificato venne raso al suolo da parte di truppe pavesi, le quali sfruttarono il fatto che la gran parte delle forze piacentine era in quel momento impegnata a combattere la battaglia di Fidenza, scontro nella quale, peraltro, fu sconfitta dalle forze parmensi.
Nel 1215 forze pavesi attaccarono nuovamente la località, tentando di espugnarla, fallendo però nei loro intenti e vedendosi rubate anche diverse bandiere di guerra. Nel 1237 furono gli stessi piacentini che, a seguito di un esplicito ordine del podestà Arrigo da Monza, incendiarono e distrussero il complesso per evitare che venisse conquistato da Federico II di Svevia, al momento attestato nei pressi di Pavia.
Nel 1267 il castello fu danneggiato da parte delle forze ghibelline di Ubertino Landi, le quali si ripeterono anche nel 1270 e, in fuga da Piacenza nel 1272. Nei primi anni del XIV secolo il castello fu tenuto dalla famiglia Arcelli, all'epoca alleata dei Visconti. Nel 1313 Galeazzo I Visconti chiese che gli fosse ceduto il controllo su Borgonovo da parte di Leonardo Arcelli, il quale rispose negativamente. Il Visconti allestì quindi una forza, posta sotto la guida del condottiero Guidotto Sanaserio, il figlio del quale era prigioniero della famiglia Arcelli, con l'obiettivo di espugnare il paese. Dopo una serie di duri scontri la famiglia Arcelli si arrise, nonostante questo il paese fu comunque oggetto di razzie e il castello venne parzialmente distrutto.
La famiglia Arcelli riuscì a riottenere il possesso del castello tra il 1322 e il 1355, periodo nel quale il territorio piacentino fu sottoposto al controllo papale, prima di perderlo nuovamente con la riconquista viscontea della zona ad opera di Azzone Visconti. Nel 1372 Borgonovo fu tra i pochi centri che rifiutò di porsi sotto l'autorità della Chiesa, rimanendo fedele al governo visconteo e venendo per questo depredato e conquistato dalle forze del papato comandate da Dondazio Malvicini e dal legato pontificio Pietro Buturicense.
Ritornato sotto il controllo visconteo, nel 1412 il duca di Milano Filippo Maria Visconti concesse a Bartolomeo e Filippo Arcelli il feudo di Borgonovo e Castel San Giovanni, titolo al quale si affiancava quello di conti della val Tidone. Nel 1417, tuttavia gli Arcelli furono dichiarati ribelli da parte del governo visconteo; Bartolomeo e Giovanni Arcelli, figlio di Filippo, vennero sconfitti in battaglia nei pressi di Gavi e arrestati da parte di Francesco Bussone, il quale li condusse a Borgonovo, secondo alcuni storici presso la fortezza di Sant'Antonino di Piacenza, dove si era rifugiato Filippo e, stante la sua decisione di non deporre le armi, li condannò a morte mediante impiccagione, costringendo Filippo a fuggire verso la Repubblica di Venezia.
Nel 1438 Borgonovo, nel frattempo promosso a marchesato, fu concesso a Niccolò Piccinino, al quale nel 1445 subentrarono i figli Francesco e Jacopo. Nel 1449, su ordine del nuovo duca di Milano Francesco Sforza, il feudo borgonovese fu tolto ai Piccinino e assegnato a Lazzaro Arcelli, alla cui scomparsa il feudo passò, ignorando le volontà testamentarie dell'Arcelli, a Sforza Secondo Sforza, figlio naturale di Francesco e marito di Antonia Dal Verme, che nel 1468 fu elevato conte di Borgonovo.
Nel 1482, morto Sforza Secondo Sforza e succedutogli il nipote Alessandro, posto a sua volta sotto la tutela della madre Franceschina Borromeo, il castello fu assediato dai francesi ai quali Franceschina rifiutò di arrendersi. Gli eredi degli Sforza mantennero il controllo di Borgonovo fino al 1679, quando Alessandro III morì senza lasciare eredi e il feudo fu avocato dalla Camera Ducale farnesiana, dopo che gli esponenti di diversi rami cadetti della famiglia Sforza erano stati convinti a lasciar decadere i loro diritti in cambio di una pensione. La Camera Ducale nel 1691 cedette il castello ai marchesi Zandemaria che avviarono la trasformazione in residenza nobiliare corredata di una pinacoteca con 240 opere di pittori di fama come il Correggio, il Guercino e Guido Reni.
Il 13 settembre 1875 il castello fu ceduto dalla marchesa Adele Cesena e dalla sorella Carlotta, i cui coniugi erano i discendenti della famiglia Zandemaria, al comune di Borgonovo per la cifra di 80 000 lire. Dopo l'acquisto, l'ente comunale, con l'obiettivo di fornire un lavoro ai cittadini disoccupati, avviò i lavori di interramento del fossato e lo smantellamento dei terrapieni, adibendo poi l'edificio a uffici comunali, sede della pretura e carcere mandamentale.
L'edificio ha subito degli importanti lavori di restauro nella seconda metà del XX secolo.

## Struttura
Il castello, che si presenta in buone condizioni di conservazione, è completamente edificato in laterizio ed è caratterizzato da una base rettangolare con due torri poste agli angoli sud-ovest e nord-est. Le facciate presentano un motivo a sega tipicamente trecentesco.
Sono presenti due ingressi, uno in posizione decentrata sul lato meridionale, nei pressi della torre, e uno sul lato opposto. Entrambi gli ingressi sono accessibili tramite dei ponti in muratura costruiti su archi a sesto acuto a scavalco del fossato, completamente asciugato. I due ponti furono realizzati in sostituzione dei preesistenti ponti levatoi i cui incastri furono portati alla luce durante i restauri novecenteschi.
Sui fronti sono visibili alcune tracce della merlatura, nonché di alcune modifiche a cui furono sottoposti i portoni d'ingresso nel corso del tempo.
A differenza dell'esterno, che si mantiene piuttosto fedele all'aspetto originario, gli interni furono fortemente rimaneggiati durante il Settecento, periodo nel quale venne realizzato anche il loggiato a tre ordini, a quattro e tre fornici e la grande scala a doppia rampa.